# Daya Nueva
Daya Nueva község Spanyolországban, Alicante tartományban. Lakosainak száma 1832 fő (2024). Daya Nueva Almoradí, Daya Vieja, Dolores, Formentera del Segura, Rojales, Murcia, El Raal, Sangonera la Seca, Peque és Beniel községekkel határos.

## Népesség
A település lakosságának változását az alábbi diagram mutatja:
| Lakosok száma | 1175 | 1390 | 1676 | 1942 | 1988 | 1765 | 1750 | 1737 | 20 001 | 1832 |
|               | 2001 | 2004 | 2006 | 2009 | 2011 | 2014 | 2016 | 2019 | 2021   | 2024 |